# LV. Armeekorps (Wehrmacht)
Das Generalkommando LV. Armeekorps (röm. 55. AK) war ein Großverband der deutschen Wehrmacht und wurde während des Zweiten Weltkriegs an der Ostfront gegen die Rote Armee eingesetzt. Der Untergang des Kommandos erfolgte Ende April 1945 im Raum Pillau beim Kampf um Ostpreußen.

## Geschichte
Das LV. Armeekorps wurde am 6. Januar 1941 im Wehrkreis V aufgestellt. General der Infanterie Vierow wurde mit der Führung des Korps beauftragt, das zunächst der 2. Armee im Reich und ab April 1941 der 11. Armee der Heeresgruppe C im Generalgouvernement zugeführt wurde.

### 1941
Das Generalkommando LV. wurde am 29. April 1941 für das Unternehmen Barbarossa der 6. Armee unterstellt. Am 22. Juni brachen die mobile Kräfte der Heeresgruppe Süd in Wolhynien ein. Aufgabe des LV. Korps war es den Bug-Übergang bei Sokal zu erreichen, die 57. Infanterie-Division kam nördlich Perespa in den Kampf. Bei Khorobrowo wurde der Bug überschritten. Die 168. Infanterie-Division folgte zusammen mit dem XXIX. Armeekorps (111. und 299. Infanterie-Division) den Vorstoß des XXXXVIII. Armeekorps. Während des mit dem erfolgten Vorgehens in Richtung auf Dubno, wurde das Korps im Raum 10 km nordöstlich von Beresteczko durch sowjetische Gegenangriffe gestoppt. Die 75. Infanterie-Division ging über Smordwa auf die Linie Wolkowyje-Sudobicze vor. Während der Panzerschlacht bei Dubno-Luzk-Riwne waren dem Korps unterstellt: 168. Infanterie-Division (Generalleutnant Hans Mundt), 57. Infanterie-Division (Generalleutnant Blümm), 75. Infanterie-Division (Generalleutnant Hammer). Ende Juni errichtete das Korps westlich von Zalesze einen Brückenkopf über die Ikwa, die kurzfristig unterstellte 111. Infanterie-Division verteidigte sich in Waldgebieten etwa 12 km nördlich von Kremieniec. Am 3. Juli erreichte das LV. AK den Horyn-Abschnitt beiderseits von Jampol. Zusammen mit dem XXXXIV. A.K. als Südgruppe der 6. Armee vorgehend, stand die Vorhut am 6. Juli an der Linie Teofipol–Kuzmincy (8 km südl. Bialogrodka) und wenige Tage später im Raum nordwestlich von Starokonstantynow an der Linie Junaczynce-Brykula. Mitte Juli wurde infolge schwerer Abwehrkämpfen des LI. Armeekorps bei Korosten das Korps im Raum nördlich von Berditschew angehalten. Das weitere Vorgehen erfolgte nach dem Durchbruch der Panzergruppe 1 bei Shitomir zum Dnjepr südlich von Kiew. Am 23. Juli wurde mit der 57. und 295. Infanterie-Division der Irpen-Abschnitt nordwestlich Belgorodka-10 km südwestlich Borodjanka erreicht. Am 30. Juli wurde dem Kommando zeitweilig die 299. Infanterie-Division an der Linie zwischen Golaja-Maidanowka zugeordnet. Mitte August inmitten der Kesselschlacht um Kiew erfolgte die Verlegung an die Dnjepr-Front. Die Heeresgruppe Süd befahl den Angriff der 17. Armee aus dem Brückenkopf bei Krementschug nach Norden. Zusätzlich wurde von der 6. Armee das im Raum Radomyschl freigewordene Generalkommando LV. A.K. für den Aufbau der neuen Front im Raum Poltawa herangezogen. Das Korps wurde an der Linie Rshischtschew-Tripolje hinter dem XI. (links) und LI. Armeekorps (rechts) bereitgestellt und der 17. Armee auf das andere Dnjepr-Ufer nachgeführt. Am 3. September 1941 waren dem Korps für seine neue Aufgabe die vorerst die 9., 57. und 295. Infanterie-Division zugeteilt. Anfang Oktober wurde der Vormarsch aus dem Raum Poltawa nach Nordosten wieder aufgenommen, neu unterstellt waren dabei die 100. und 101. leichte Division.
Am 22. Oktober 1941 gelang es dem wieder bei der 6. Armee stehenden LV. Armeekorps zwei Brückenköpfe über den Fluss Una zu bilden. Diese befanden sich wenige Kilometer südwestlich und südlich von Charkow, das die sowjetische 38. Armee (General Maslow) verteidigte. Am 24. Oktober rückte die 57. Infanterie-Division zusammen mit dem von Norden vorgehenden XVII. Armeekorps in die Stadt ein. General Vierow wurde Stadtkommandantur von Charkow, das Generalkommando ordnete bald die Kenntlichmachung der dortigen Juden an. Am 27. Dezember wurde das Generalkommando eiligst nach Maloarchangelsk im Raum nordöstlich von Kursk verlegt, wo am 25. Dezember die bereits besetzte Stadt Liwny durch eine sowjetische Gegenoffensive verloren gegangen war.

### 1942
Das Korps, der 2. Armee unterstellt, stand im Frühjahr 1942 im Raum östlich von Maloarchangelsk in Verteidigungs- und Stellungskämpfen mit der sowjetischen 13. Armee (General Puchow). Im Juni 1942 wurde das LV. Korps der Armeegruppe von Weichs zugeordnet, es drang zu Beginn der Sommeroffensive am nördlichen Flügel der 2. Armee wieder dicht bis Liwny vor, lief dann fest und ging in den Stellungskrieg über. Im Juli 1942 waren zugeteilt: 45., 95., 299. und 383. Infanterie-Division. Das Korps stand in dieser Zeit als linker Flügel der Armee genau an der Grenze der Heeresgruppe Mitte und Heeresgruppe B und hielt die Verbindung zum XXXV. Armeekorps der 2. Panzerarmee aufrecht.

### 1943
Während der Woronesch-Kastornoje-Operation überwand die sowjetische 60. Armee den Tim-Abschnitt und besetzte am 4. Februar 1943 die Kleinstadt Tim. Die sowjetische 13. Armee riss durch ihren Durchbruch südlich von Maloarchangelsk eine 50 km breite Frontlücke auf. Die deutsche 45. Infanterie-Division wurde nördlich des Flusses Sosna zurückgedrängt, das nach Norden abgedrängt LV. Armeekorps wurde am 4. Februar der 2. Panzerarmee der Heeresgruppe Mitte unterstellt. Das Generalkommando befand sich während der Dmitrijew-Sewsker Operation vom 22. Februar bis 21. März 1943 in ständigen Abwehrkämpfen gegenüber der sowjetischen Zentralfront und wurde in Richtung Orjol zurückgedrängt. Am 7. März 1943 erreichte der Vorstoß der sowjetischen 2. Panzerarmee eine Tiefe von 60 Kilometern. Alte Divisionen wurden durch die 110., 134., 296., 339. Infanterie- und 5. Panzer-Division abgelöst. Generaloberst Rokossowski konzentrierte vergeblich die 70. Armee um das zurückgedrängte LV. A.K. im Orlower Frontvorsprung zu zerschlagen. Im April 1943 wurde das Korps nördlicher nach Brjansk verlegt, der 2. Panzerarmee unterstellt und beiderseits Schisdra in die Front der Heeresgruppe Mitte etabliert. Vom 14. Juni bis 12. August 1943 war das Generalkommando an der Schlacht im Orel-Bogen beteiligt und wurde ab Mitte Juli heftig angegriffen. Am 16. August ging im Korpsabschnitt Schisdra an die sowjetische 50. Armee verloren, während sich das nördlicher folgende LVI. Panzerkorps noch im Raum nordöstlich von Kirow halten konnte. Die Operation Suworow der sowjetischen Westfront brachte die Front der Heeresgruppe Mitte zum Wanken. Am 27. August wurde das LVI. Panzerkorps aus der Front herausgelöst und durch das Korpskommando XXXXI. abgelöst. Am 25. September musste Roslawl vor dem Druck der sowjetischen 10. Armee geräumt werden. Zusammen mit dem XXXXI. Armeekorps wurde das LV. Korps in den Raum Kritschew zurückgeworfen. Am 6. Oktober 1943 wurde Generalleutnant Herrlein neuer Kommandierender General des von der Desna hinter den Sosch zurückgedrängten Korps, neu unterstellt waren: Kampfgruppe 268. Infanterie-Division, Teile 36. und 321. Infanterie-Division, Masse 110., 211. und 296. Infanterie-Division.

### 1944
Nach dem Ende der Rückzugskämpfe hinter dem Dnjepr etablierte sich das Korps unter dem Oberbefehl des AOK 2 im Raum Rogatschew bis zum Pripjet. Bis Ende März 1944 waren unterstellt: 134. und 296. Infanterie-Division und 20. Panzer-Division. Im April 1944 waren dem Korps im Raum südlich von Bobruisk an der Frontlinie von Karpilowka bis zum Pripjet-Abschnitt bei Petrikow die 292. Infanterie-Division (Generalleutnant John) und die 102. Infanterie-Division (Generalleutnant Bercken) zugeteilt. 
Als die Operation Bagration am 22. Juni begann, wurde das Korps, das den rechten Flügel der 9. Armee bildete, durch die sowjetische 28. und 65. Armee angegriffen. Bei den Rückzugskämpfen zum Ptitsch-Abschnitt durch das sumpfige Pripjet-Gebiet über Starobin und Luninec nach Sluzk folgten schwere Verluste durch feindliche Partisanengruppen.
Abermalig dem Rahmen der 2. Armee untergeordnet, wurde das Generalkommando Anfang Juli nach Bialystok zurückgenommen, unterstellt waren in dieser Zeit die 28. Jäger-Division, 367. Infanterie-Division, die 12. Panzer- und die Kampfgruppe Demme. Am 16. Juli 1944 gelang den sowjetischen Truppen die Einnahme von Grodno und Wolkowysk. Am 13. September fiel im Korpsbereich die Stadt Lomscha in die Hand des 121. Schützenkorps der sowjetischen 3. Armee (General A. W. Gorbatow). Die neue Front wurde am nördlichen Narew-Ufer bei der neu formierten deutschen 4. Armee etabliert. Im November 1944 war das LV. AK in der Stellung zwischen Bober und Narew konzentriert und die neu errichtete 547. und 562. Volksgrenadier-Division zugeteilt. Linker Nachbar war das XXVII. Armeekorps (General Felzmann), rechter Nachbar das XX. Armeekorps (General Roman) im Raum Ostrołęka.

### 1945
Während des Großangriffes der 2. Weißrussischen Front in der Schlacht um Ostpreußen waren dem LV. Armeekorps am 13. Januar 1945 unterstellt:
- 203. Infanterie-Division (Generalleutnant Fritz Gaedicke)
- 562. Volksgrenadier-Division (General Johann-Oskar Brauer, später Oberst Hufenbach)
- 547. Volksgrenadier-Division (Generalmajor Ernst Meiners)

Beim XXIII. Armeekorps der 2. Armee ging am 18. Januar Mława verloren, dadurch wurde im Norden der noch haltende rechte Flügel (LV. Armeekorps) der 4. Armee unhaltbar. Der Rückzug des LV. AK. erfolgte bis Ende Januar durch die Masuren auf Bartenstein. Das noch intakte Generalkommandos wurde im März der Heeresgruppe Nord zur Verfügung gestellt. Bis Ende April 1945 diente es als Reserve des AOK Ostpreußen und wurde als Hafenkommandant von Pillau eingesetzt, wo es nach dem sowjetischen Vorgehen zerschlagen wurde.

## Führung
Kommandierende Generale
- General der Infanterie Erwin Vierow 6. Januar 1941 bis 13. Februar 1942
- Generalleutnant/General der Infanterie Erich Jaschke 1. März 1943 bis 4. Oktober 1943
- Generalleutnant Friedrich Herrlein 5. Oktober 1943 bis 1. Januar 1944
- Generalleutnant Horst Großmann 1. Januar 1944 bis 1. Mai 1944
- General der Infanterie Friedrich Herrlein 1. Mai 1944 bis 5. Februar 1945
- Generalleutnant Kurt Chill 6. Februar 1945 bis 30. April 1945